# Dino Arslanagić
Dino Arslanagić (sinh 24 tháng 4 năm 1993) là một cầu thủ bóng đá Bỉ thi đấu ở vị trí trung vệ cho Antwerp.

## Sự nghiệp câu lạc bộ
Arslanagić là sản phẩm của học viện trẻ nổi tiếng Standard Liège, nơi anh ra mắt năm 2012, lúc 19 tuổi.

## Sự nghiệp quốc tế
Arslanagić sinh ra ở Bỉ và có gốc Bosnia. Anh đại diện Bỉ tại tất cả cấp độ trẻ, từ U-15 đến U-21, nhưng chưa bao giờ thi đấu ở đội tuyển quốc gia.